# Ferdinand Kindermann (Industrieller)

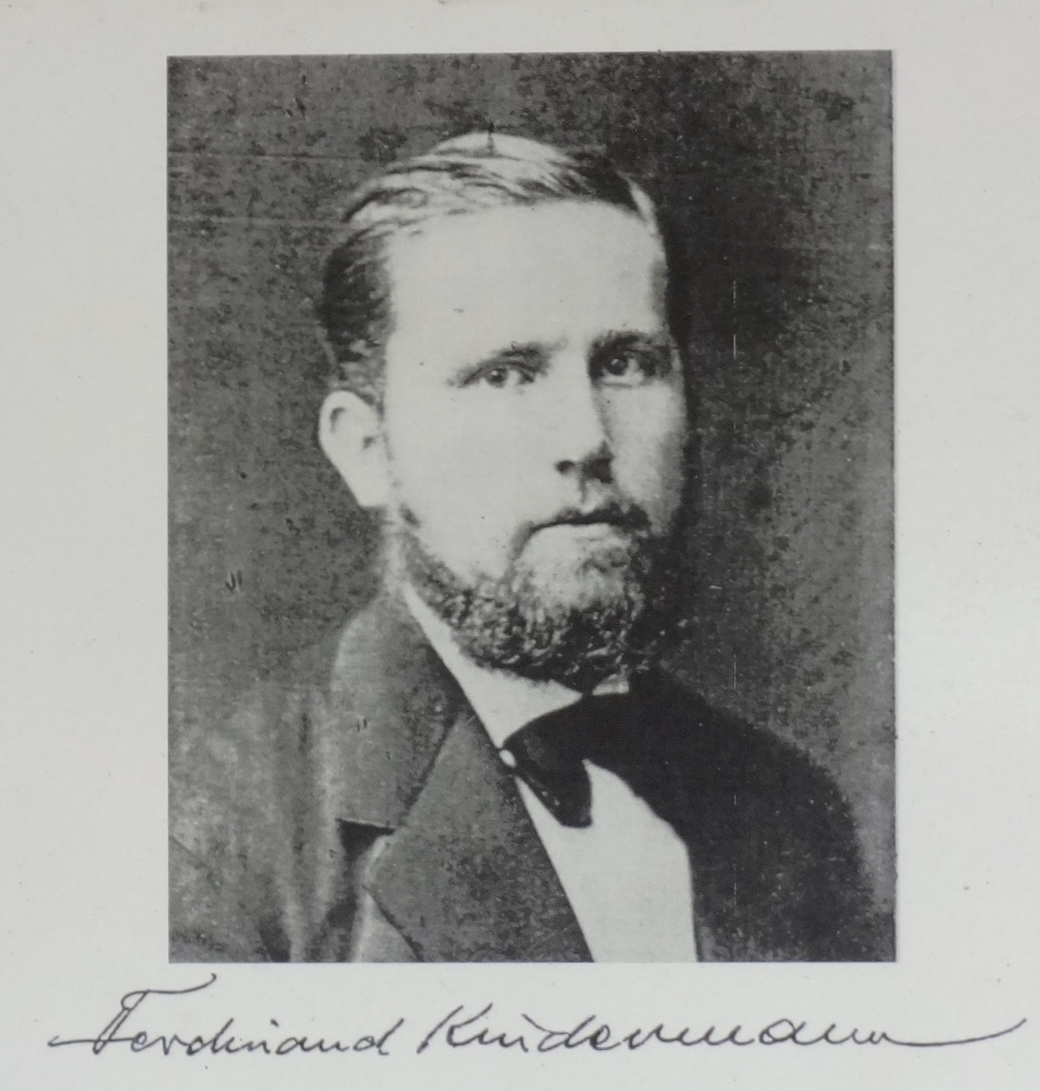
Ferdinand Kindermann

Ferdinand Kindermann (* 19. Juni 1848 in Stettin; † 10. November 1919 in Waldsieversdorf) war ein deutscher Industrieller und der Begründer der Gemeinde Waldsieversdorf im heutigen Landkreis Märkisch-Oderland in Brandenburg.

## Leben und Wirken
Kindermann kam im Jahr 1848 als Sohn des Ziegeleibesitzers Heinrich Kindermann und dessen Frau Caroline Daberkow in Stettin auf die Welt. 1883, sein Vater war bereits verstorben, erwarb er eine Fabrik für Dachpappe, die er nach nur sechs Jahren wieder mit Gewinn veräußerte. Er verfügte nach dem Verkauf dieser Firma sowie seines Wohnhauses in Stettin über liquide Mittel und suchte 1889 nach einer Investitionsmöglichkeit. Kindermann zog nach Berlin um und erfuhr dort aus der Zeitung, dass in Wüste-Sieversdorf eine Mühle sowie weiteres Land zwangsversteigert werden sollte.  Der kleine Ort wurde bereits am 18. April 1253 als villam Sifridisdorf erstmals urkundlich erwähnt. 1437 erschien eine Priestermühle in einer weiteren Urkunde. Seit dem 14. April 1856 war Wüste Sieversdorf eine selbstständige Gemeinde. Die Region galt als ein bevorzugtes Jagdgebiet und stand im Einflussbereich des Edmund von Flemming. Sein Verwalter Hätzold aus Buckow berichtete regelmäßig an den Grafen. Kindermann fand nach einem Besuch in der Gemeinde Gefallen an ihr und erwarb kurzerhand die Priestermühle sowie 250 Morgen Land. Kindermann nahm Kontakt zu Hätzold auf und wurde auf dessen Vorschlag hin vom Landrat von Steinrück mit Wirkung zum 15. August 1890 zum kommissarischen Gemeindevorsteher Wüste-Sieversdorfs ernannt. Kindermann begann umgehend mit der Vermarktung der Parzellen und schaltete hierfür auch Anzeigen in der Vorwärts. Dies weckte den Argwohn der Grundherrenschaft, die ihr bislang unberührtes, einträgliches Jagdidyll gefährdet sahen. Sie überzogen Kindermann mit einer Reihe von Prozessen, unter anderem wegen Urkundenfälschung, Vergehen bei der Jagd sowie Widerstand gegen die Staatsgewalt. Er wiederum wehrte sich gegen die Verfahren und bekam, wenn manches Mal auch erst in letzter Instanz, in allen Verfahren Recht zugesprochen. 1892 enthob man ihn seines Amtes. Dennoch schaffte er es aus bislang nicht bekannten Gründen, die Widerstände gegen seine Bebauungspläne zu beseitigen: 1893 verkaufte er die ersten Parzellen. Seine Erfahrungen veröffentlichte er 1894 in einem 111-seitigen Schriftstück mit dem Titel: „Rechtlos!: Mein Kampf gegen die Bureaukratie. Wie ein Königlich Preußischer Landrat und deutsch-konservativer Reichstagsabgeordneter die Errichtung ländlicher Heimstätten als ‚gemeingefährliche Untriebe‘ vereitelt hat. Ein Beitrag zur Entvölkerung des platten Landes vermutlich zugunsten ungesetzlicher Jagdfreuden“.  Die geplante Kolonie gründete er offiziell am 1. September 1895, wobei bislang unklar ist, ob es für dieses Datum einen besonderen Grund gab.

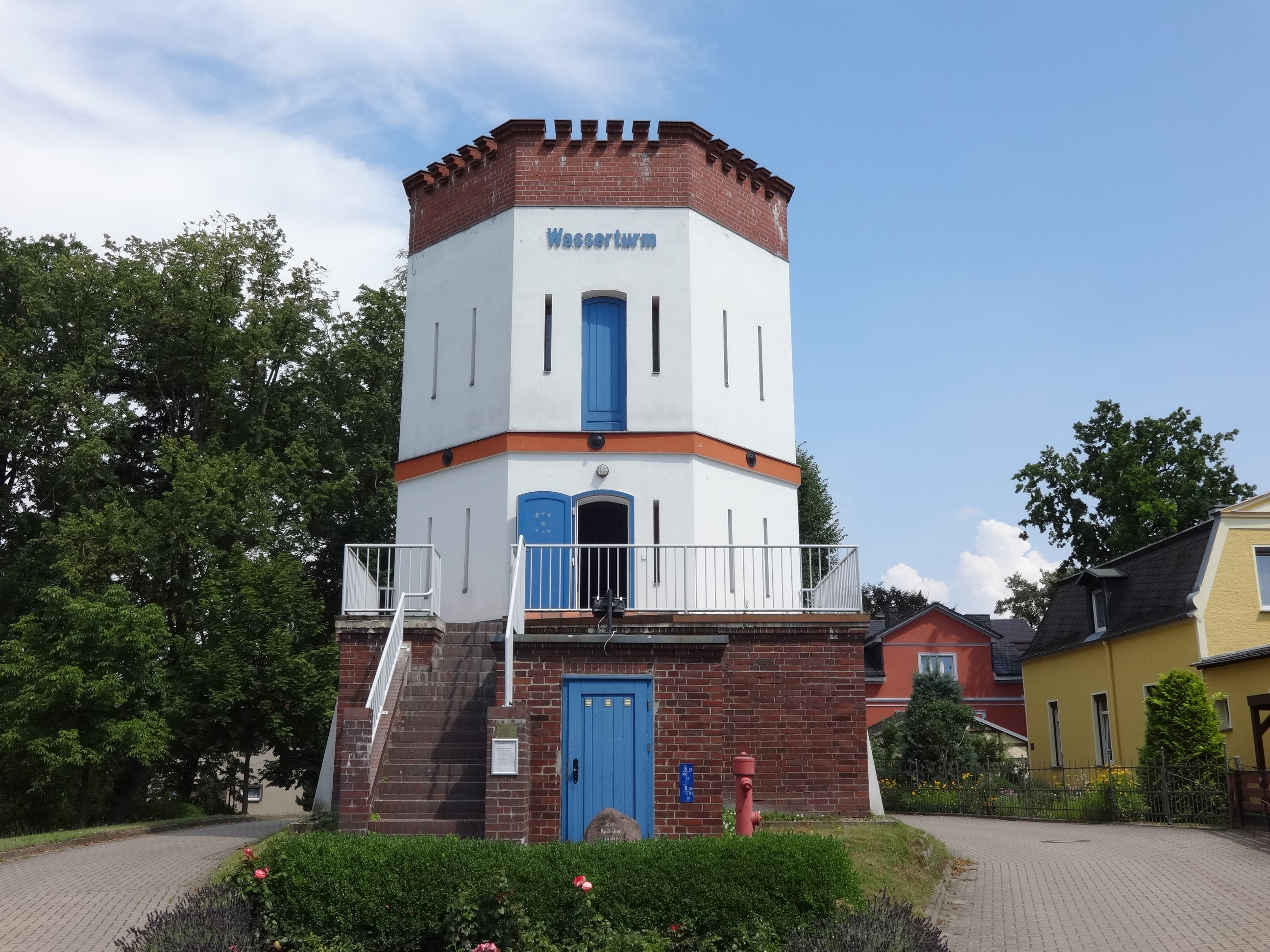
Wasserturm

Kindermann entwickelte einen Plan, wie das erworbene Land nach seinen Vorstellungen aufgeteilt werden sollte: Neben kleineren Parzellen teilte er die Fläche insbesondere um den Großen Däbersee in größere Grundstücke auf, die Platz für Villen boten. Rund 50 Häuser entstanden so im Laufe der nächsten zehn Jahre. Er plante – ohne Zuhilfenahme eines Architekten – weiterhin eine Bäckerei, eine Metzgerei, einen Gasthof sowie einen kleinen Supermarkt. Ebenso war ein Schulgebäude vorgesehen, in dem bereits 1897 Unterricht stattfand. Um die Bevölkerung mit Trinkwasser zu versorgen, errichtete er 1897 auf einer Anhöhe den elf Meter hohen Wasserturm. Dorthin ließ er Grundwasser pumpen, das aus dem Roten Luch von der Stöbber in einer artesischen Quelle an die Oberfläche gelangte.  Die Pumpe trieb er mit Wasserkraft an. Kindermann lobte 1902 in der Vossischen Zeitung: „Enteisungsanlagen sind bei dieser sinnreichen praktischen Wasserleitung nicht erforderlich, da das Wasser nach Scherlings Analyse kein Eisen enthält, sondern von vorzüglicher Beschaffenheit ist“. Kindermann begann ab 1905 mit dem Bau von Villen. Sein erstes Werk ist heute noch erhalten und befindet sich in der Seestraße. Die Kaufverträge für die Grundstücke erhielten Passagen, mit denen Kindermann den Charakter als Luftkurort sicherstellte. Untersagt waren beispielsweise Produktionsanlagen, die störende Emissionen verursachten, aber auch Krankenhäuser und Heilanstalten. Diese errichtete Kindermann selbst, in dem er von 1906 bis 1908 für seine Tochter Margarete das Sanatorium Waldsieversdorf bauen ließ. Diese leitete das Haus gemeinsam mit ihrem 1899 angeheirateten Arzt aus Waldsieversdorf, Otto Friedrich. Zu ihren Gästen zählen beispielsweise Julius Carl Raschdorff, Hans Fallada und Karl Liebknecht.
Am 19. Juni 1906 erfolgte der Anschluss an eine Kleinbahnstrecke von Müncheberg nach Buckow, mit der Kindermann die Erreichbarkeit seines Dorfes steigerte. Vorausgegangen war auch hier eine Auseinandersetzung mit den Verantwortlichen in Buckow, die ihm die Haltestelle zunächst verweigerten und erst einlenkten, als er damit drohte, auf eigene Kosten eine Stichbahn nach Rehfelde zu errichten. Am 26. Januar 1907 erfolgte auf seine Initiative hin die Umbenennung von Wüste-Sieversdorf in Wald-Sieversdorf.

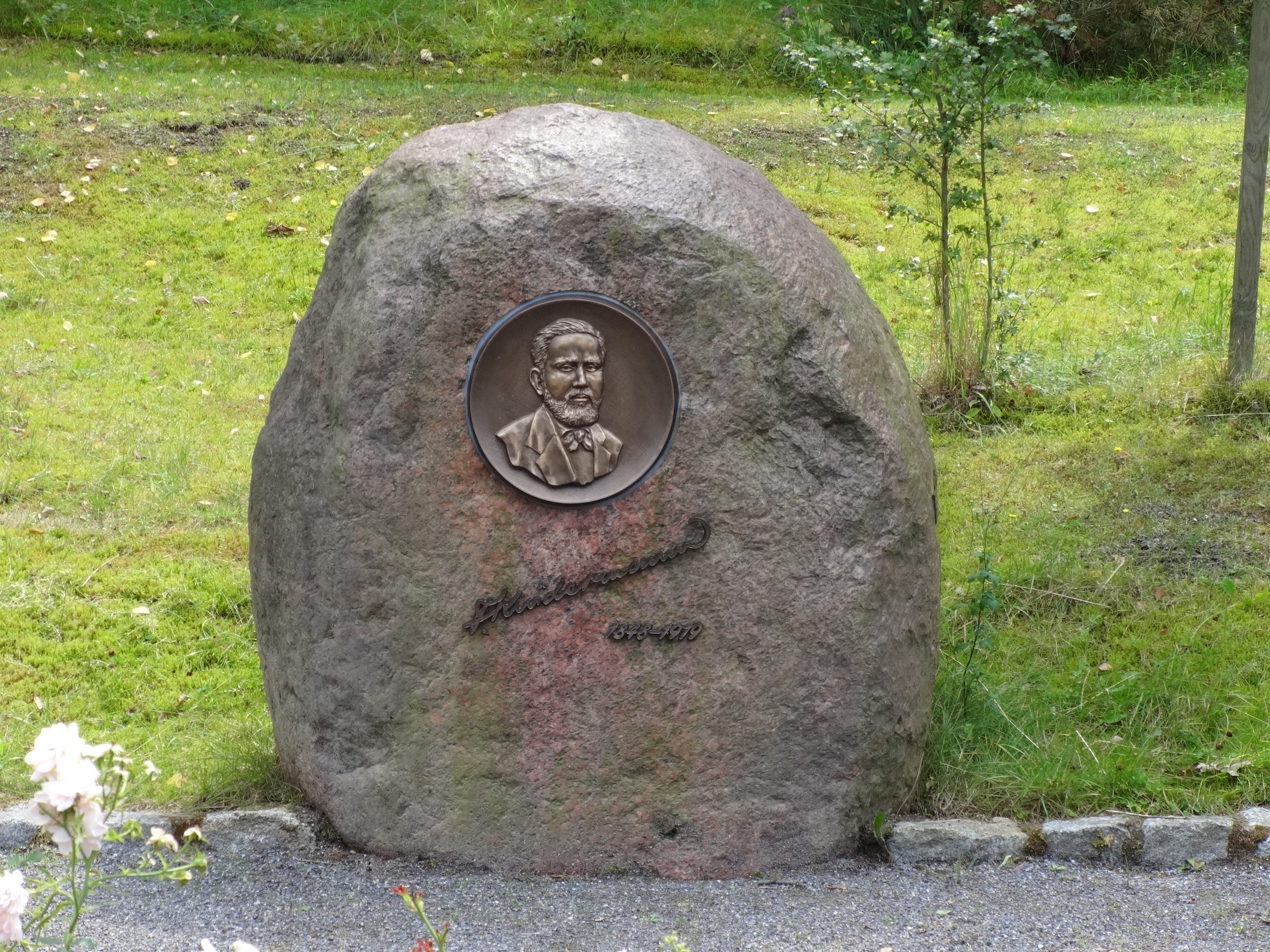
Findling mit dem Relief Kindermanns in Waldsieversdorf

Kindermann starb im Jahr 1919, elf Jahre nach seiner Ehefrau Anna. Beide Gräber befinden sich auf dem Friedhof in Waldsieversdorf. Sie hinterließen eine Tochter Margarete, nach der Kindermann die Wasserquelle „seines“ Ortes in Margaretenquelle benannte.
Zu seinem 160. Geburtstag weihte die Gemeinde am 19. Juni 2008 einen Findling mit einem bronzenen Reliefs Kindermanns im Beisein von Johanna Wanka ein. Er trägt den Schriftzug „F. Kindermann“ sowie die Jahreszahlen „1848–1919“ und wurde im benachbarten Müncheberg gefördert. Der rund eine Milliarde Jahre alte Stein besteht aus Granit-Porphyr, stammt aus Åland und kam im Saale-Komplex in die Region.